# Indianapolis Museum of Art
Indianapolis Museum of Art – amerykańskie muzeum sztuki znajdujące się w Indianapolis w Stanach Zjednoczonych.
Indianapolis Museum of Art jest dziewiątym pod względem wieku i ósmym pod względem wielkości muzeum w USA. W jego kolekcji znajduje się 54 tys. prac z całego świata w tym m.in.: obrazy impresjonistów, Neo- japońskie obrazy z okresu Edo, chińska ceramika, obrazy, rzeźby i grafiki, takich artystów jak Paula Gauguina, Williama Turnera czy El Greca

## Historia kolekcji
Muzeum zostało założone w 1883 roku przez Stowarzyszenie Sztuki w Indianapolis, na stałe muzeum zostało otwarte w 1906 roku. W 1969 roku towarzystwo zmieniło nazwę na Indianapolis Museum of Art. Pierwszym dyrektorem muzeum został William Henry Fox, zatrudniony w 1905 roku W latach 1905–1910 do muzeum dołączono dwa nowe budynki wybudowane przy 16th Street. W kolejnych latach muzeum powiększało swoje zbiory jak i powierzchnie wystawową, głównie dzięki sponsorom i kolekcjonerom, którzy przekazywali swoje zbiory muzeum. W ten sposób kolekcja powiększyła się o dzieła Cézanne'a, Van Gogha czy Seurata.
Prace podzielone są na te powstałe przed 1800 rokiem, prace z okresu 1800-1845 i pozostałe. Najcenniejszymi pracami są obrazy Arystoteles Jusepe de Ribera, The Flageolet Player on the Cliff Paul Gauguin, Rembrandt'a Autoportet z Clowes Fund Collection. Kolekcje Neo-Impressionistów reprezentuje m.in. Georges Seurat (The Channel of Gravelines, Petit Fort Philippe). Muzeum posiada również prace amerykańskich impresjonistów i modernistów.